# Барома Мугвагва
Барома Мугвагва (*д/н — бл. 1712) — 19-й мвене-мутапа (володар) Мономотапи в 1711—1712 роках. Відомий також як Борома Дангварангва та Дон Жуан.

## Життєпис
Походив з династії Мбіре. Син мвене-мутапи Камгарапасу Мукомбве. Відомостей про нього обмаль. 1707 року виступив проти брата Ньєньєдзі Зенди, що спричинило запеклу боротьбу, внаслідок чого держава фактично розпалася. 1711 року повалив останнього. Проте до країни вдерлися війська Розві, які змусили мвене-мутапу тікати під захист португальців до міста Тете.
1712 року спільно з португальським загоном виступив проти Розві, але зазнав поразки й загинув. Трон захопив його брат Саматамбіре Ньямханду.